# Bermudische Badmintonmeisterschaft 1990
Die Bermudische Badmintonmeisterschaft 1990 fand vom 7. bis zum 9. Februar 1990 statt.

## Sieger und Finalisten
| Disziplin    | Gold                          | Silber                    |
| ------------ | ----------------------------- | ------------------------- |
| Herreneinzel | Darrin Cowell                 | Harold Minors             |
| Dameneinzel  | Wendy Cummings                | Julie Durrant             |
| Herrendoppel | Randy Brangman Harold Minors  | Louis Ooi Darrin Cowell   |
| Damendoppel  | Wendy Cummings Sally Kisby    | Julie Durrant J. Matthews |
| Mixed        | Junior Durrant Wendy Cummings | Dave Wellman Sally Kisby  |